# شالقار
شالقار (قزاقی: Шалқар/Şalqar) يا چيلكار (روسی: Челкар}} یک منطقهٔ مسکونی در قزاقستان است که در ناحیه شالقار واقع شده‌است. شالقار ۲۶٬۵۷۴ نفر جمعیت دارد.